# Metralhadora de uso geral
Um paraquedista alemão (Fallschirmjäger) carregando uma MG 42, em 1943

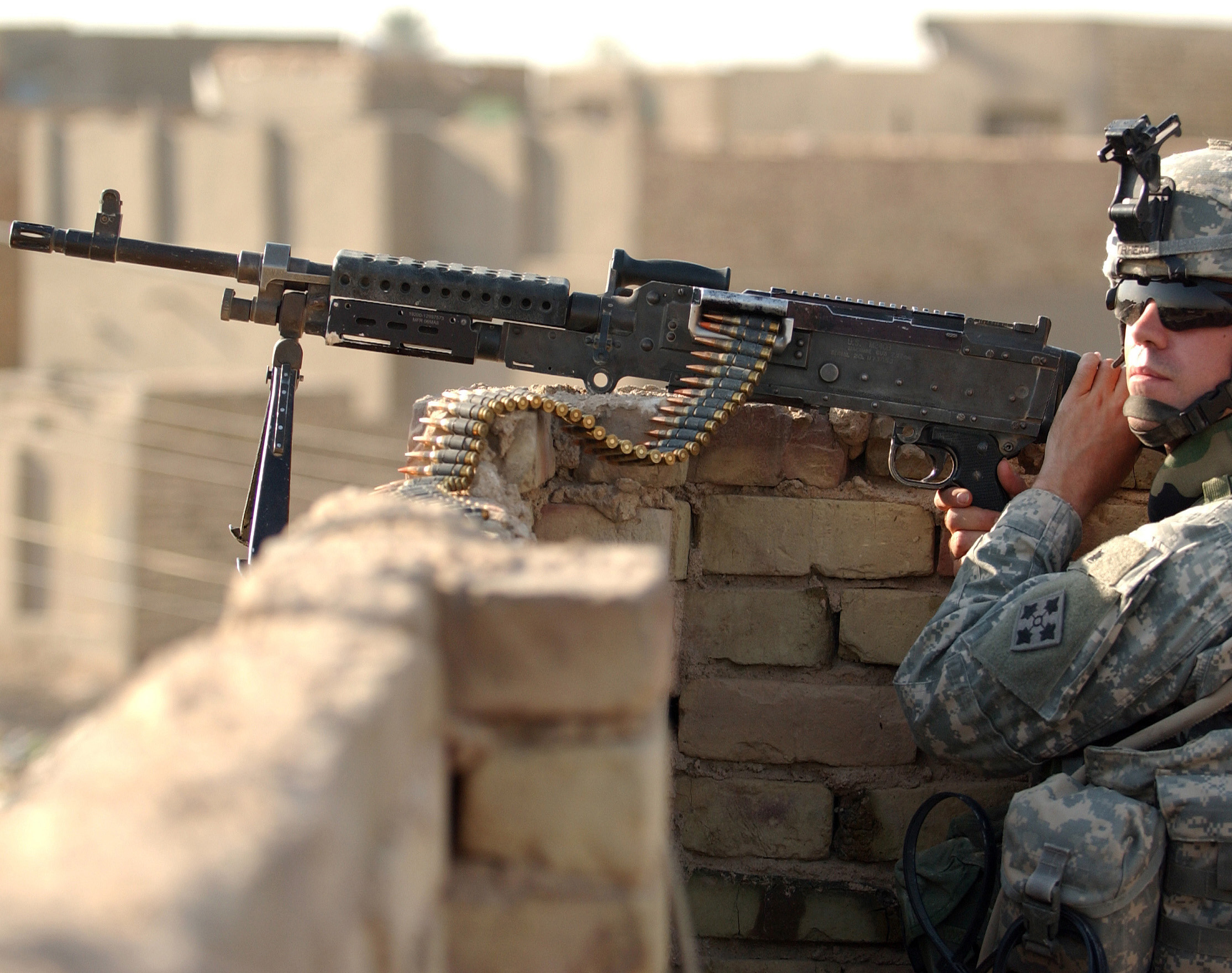
Uma metralhadora M240.

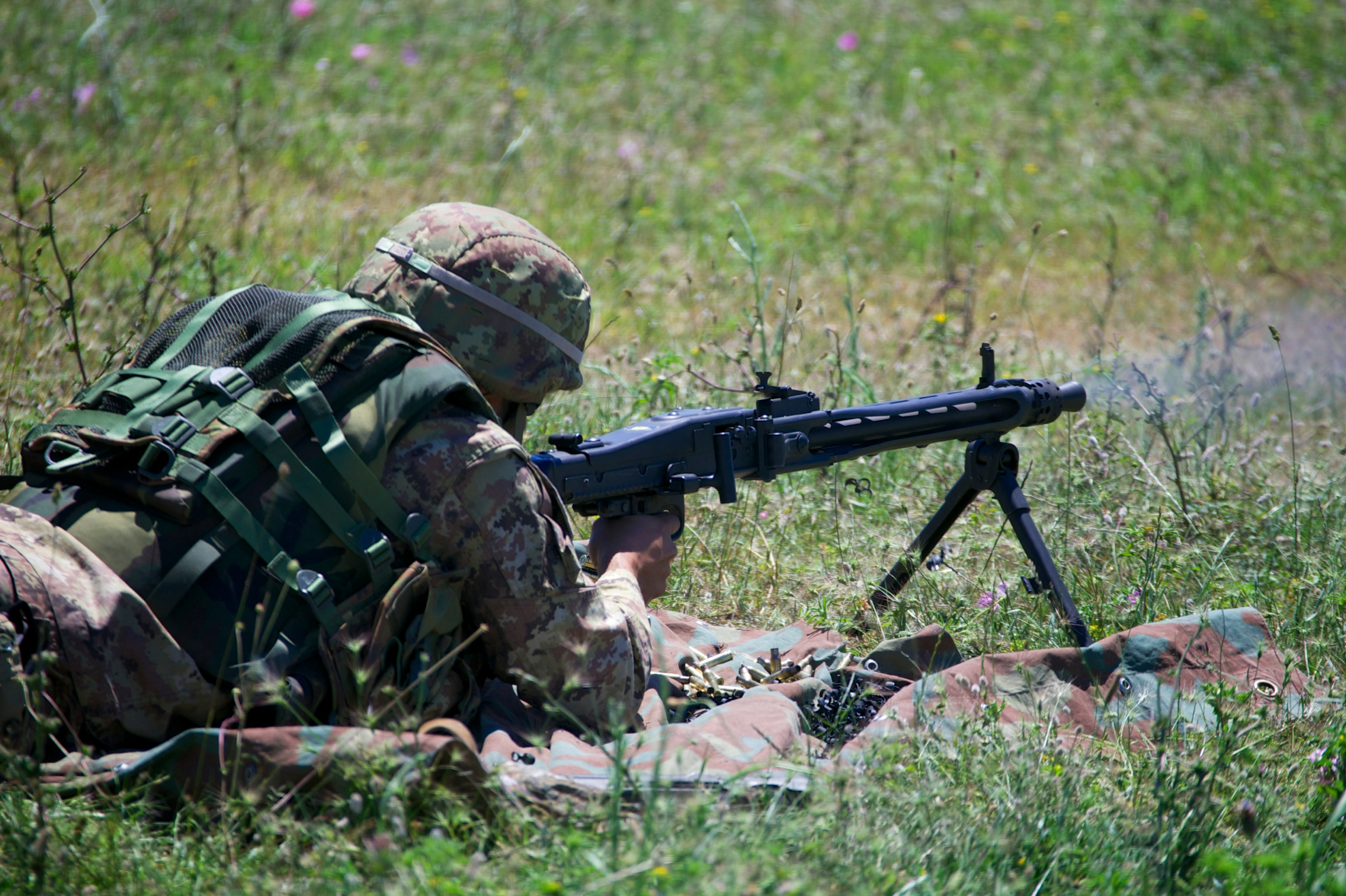
Um militar utilizando uma MG 42/59.

Uma metralhadora de uso geral (em inglês General-purpose machine gun, ou GPMG) é um tipo de metralhadora refrigerada a ar, que é usada com sua flexibilidade para desempenhar diversos papeis em combate, como de metralhadora leve e média, geralmente para apoio de infantaria e outros atributos complementares.
Utiliza cartuchos de alta energia (full-size) (como 7,62×51mm NATO, 7,62×54mmR, 7,5×54mm e 7,92×57mm Mauser) e usualmente é alimentada por fita de munição. Pode ser montada em um bipé, tripé, aeronave ou veículo; e normalmente possui um projeto em que seu cano possa ser trocado rapidamente.

## Exemplos

### Segunda Guerra Mundial
- Alemanha Nazista: MG 34
- Alemanha Nazista: MG 42

### Guerra Fria
- Suíça : MG 51
- França: AA-52
- Estados Unidos: M60
- Bélgica: FN MAG
- Suécia: Ksp 58
- Tchecoslováquia: UK vz. 59
- Alemanha Ocidental: MG3
- União Soviética: PK
- Alemanha Ocidental: Heckler & Koch HK21
- Japão: Sumitomo NTK-62
- China: Type 67
- Bélgica/ Estados Unidos: M240
- África do Sul: Vektor SS-77
- China: Type 80
- Iugoslávia: Zastava M84

### Pós-Guerra Fria
- Polónia: UKM-2000
- Rússia: PKP Pecheneg
- Bélgica/ Estados Unidos: Mk 48
- Israel: IWI Negev NG-7
- Alemanha: Heckler & Koch MG5
- China: QJY-201